# Соломон (генерал)
Вижте пояснителната страница за други личности с името Соломон.
Соломон (Solomon; + 544 г.) e генерал на Византия през 6 век.
През 534–536 г. той е преториански префект на Африка и отново между 539 и 544 г.
Соломон e евнух от Дара в Месопотамия. Участва във вандалската война (533-534) като domesticus на генерал Велизарий. След това става magister militum Africae и се бие в Нумидия с маврите.
През 536 г. започва въстанието на Стотзас, който е разбит едва от пристигналия генерал Герман. Соломон е отново в Африка между 539 и 544 г.